# Споживання
Спожива́ння — використання продукту в процесі задоволення потреб. В економіці споживання прирівнюється до отримання благ або послуг. Споживання стає можливим внаслідок отримання доходу або витрати заощаджень. Розгляд споживання як процесу задоволення потреб заснований на постулатах економічної теорії. Але крім економічної теорії, проблематикою споживання зайнята також економічна соціологія. «Споживання традиційно розглядалося або як матеріальний процес, вкорінений в людських потребах, або як ідеальна практика, вкорінена в символах, знаках і кодах», — каже в своїх лекціях Баліхар Сангера, професор Кентського університету у Великій Британії. Це висловлювання говорить про основні відмінності між розглядом споживання в економічній теорії та економічної соціології.
Якщо не торкатися питань відмінності методів і об'єктів дослідження, фундаментальний вододіл між розглянутими дисциплінами лежить в області загально передумов аналізу, «в підходах до моделювання людського дії». Економічна теорія розглядає людину в рамках економічних відносин: в умовах обмеженості ресурсів індивід шукає найбільш ефективні шляхи для задоволення власних потреб. Самої людини (суб'єкта) в такому випадку можна охарактеризувати як «Максимізатор корисності». В економічній моделі чітко простежується атомізм суб'єкта і відносна незалежність прийнятих ним рішень.
Економічна соціологія ж «вивчає економічне дію як форму соціальної дії», яке, якщо наслідувати ходу міркувань В. Радаева і згадати трактування соціальної дії Максом Вебером, є «суб'єктивне смислову єдність» і за змістом «співвідноситься з діями інших людей». Індивідуалізм суб'єкта в такій моделі відносний, так як він розглядається «в сукупності своїх соціальних зв'язків і включеності в різнорідні соціальні структури». Мотиви поведінки людини в такій моделі виходять за межі чисто економічних цілей (задоволення потреб тощо). Економічна модель Homo economicus, таким чином, являє собою аналітичну редукцію. В процесі цієї редукції з розгляду вилучаються важливі культурні та соціальні категорії, метою ж такого розгляду є побудова точних моделей економічного дії.
У той же час, наявність культурного аспекту в споживанні визнано багатьма. Пол ДіМаджіоруен , визнаний фахівець в галузі соціології культури, стверджує: «Господарські процеси завжди мають якусь нередуціруемого» культурну «складову». Під господарством в даному випадку розуміються «інститути і відносно виробництва, обміну і споживання». Непопулярність категорій культури у економістів П. Дімаджіо пояснює перевагами останніх: складно будувати точні дедуктівие моделі, так як пертурбації сприйняття і оцінювання рідко можуть служити міцною основою для таких моделей. Більш того, Дімаджіо йде далі і знаходить протиріччя в самих економічних постулатів: приводячи висловлювання Нілу Смелзера, Дімаджіо приходить до висновку, що сама «раціональність» суб'єкта в економіці — не що інше, як культурна реалія, помилково прийнята за «природу».
Підсумуємо словами соціолога Олександра Бікбова: «Голос соціології та колективної психології з усією серйозністю засумнівався в здравості того вкрай обмеженого здорового глузду, яким економісти-теоретики наділили свого раціонального споживача». Інший термін — Homo sociologicus — описує людини «соціологічного» — модель, протилежну раніше розглянутої моделі homo economicus. «Людина соціологічний» — людина, соціально обумовлений, і мотивації його часто не цілком ясні сторонньому спостерігачеві, яким часто і є дослідник. Саме поведінкою цього «людини» займається економічна соціологія, звертаючи увагу на культурну, знакову середу, його навколишнє. Складність використання даної моделі, в порівнянні з точними моделями економічної теорії, ясна будь-якому досліднику. У той же час саме спроби аналітичного розгляду поведінки homo sociologicus принесли в соціологічну науку неоціненні за своєю важливістю ідеї і конструкти.
На початку книги «До критики політичної економії знака» Жан Бодрійяр чітко розділяє два підходи до дослідження споживання: перший з них (умовно «економічним») розглядає предмети в термінах потреб («гіпотеза первинності споживчої вартості»), а другий — («соціологічний») визнає первинність «знаковою мінової вартості». Не визнаючи прав першої концепції на існування, Бодрійяр закликає бачити за «явним дискурсом предметів» (теорія потреб і їх задоволення) фундаментальний соціальний дискурс, здебільшого несвідомий і отримує своє вираження в соціальній демонстрації.
Відсилаючи до досвіду первісних суспільств, Бодрійяр показує, що споживання спочатку «не відповідає ніякої індивідуальної економії потреб, але є соціальною функцією пошани і ієрархічного розподілу». Необхідність виробництва та обміну продиктована необхідністю зробити видимої соціальну ієрархію, механізмом соціальної демонстрації.